# Marcus Borg
Marcus J. Borg (Fergus Falls, 11 marzo 1942 – Powell Butte, 21 gennaio 2015) è stato un biblista e scrittore statunitense.

## Biografia
Membro del Jesus Seminar, ha conseguito un dottorato di ricerca presso l'Università di Oxford ed è Hundere Distinguished Professor of Religion and Culture della Oregon State University. Autore di successi editoriali tradotti in nove lingue, è stato presidente nazionale della Historical Jesus Section della Society of Biblical Literature, co-presidente dell'International New Testament Program Committee e presidente della Anglican Association of Biblical Scholars. Borg è una delle più note e influenti voci del movimento del cristianesimo progressista.

## Ricerca del Gesù storico
Attivo nell'ambito della ricerca del Gesù storico, Borg propone una ricostruzione del personaggio storico come "non-messianico" (Gesù non si presentava come il messia) e "non-escatologico" (Gesù non annunciava «l'arrivo soprannaturale del Regno dei Cieli, come un evento collegato alla fine del mondo, durante la sua generazione») Secondo Borg, Gesù era «una persona di spirito, un saggio sovversivo, un profeta sociale, un fondatore di un movimento che invitava i suoi seguaci e ascoltatori ad una relazione trasformatrice con lo stesso Spirito che egli stesso conosceva, e in una comunità la cui visione sociale fu formata dal valore centrale della compassione».
Il valore centrale della compassione mise Gesù in opposizione al sistema della purezza, come indicato dalla parabola del buon samaritano, dal suo mangiare insieme a persone discriminate socialmente, dal suo toccare lebbrosi e l'emorroissa.

## Opere
- The First Christmas: What the Gospels Really Teach About Jesus' Birth, scritto insieme a John Dominic Crossan, 2007
- "Executed by Rome, Vindicated by God," Stricken by God?, curato da Brad Jersak e Michael Hardin, 2007, ISBN 978-0-9780174-7-7
- Jesus: Uncovering the Life, Teachings, and Relevance of a Religious Revolutionary, 2006, ISBN 0-06-059445-4
- Living the Heart of Christianity: A Guide to Putting Your Faith into Action, scritto insieme a Tim Scorer, 2006
- The Last Week: A Day-by-Day Account of Jesus's Final Week in Jerusalem, scritto insieme a John Dominic Crossan, 2006, ISBN 0-06-084539-2
- The Heart of Christianity: Rediscovering a Life of Faith (2003)
- Reading the Bible Again for the First Time: Taking the Bible Seriously but Not Literally (2001)
- The Apocalyptic Jesus: A Debate, scritto insieme a Dale C. Allison, John Dominic Crossan, e Stephan J. Patterson, 2001
- God at 2000 (curatore, con Ross Mackenzie, 2001)
- The Meaning of Jesus: Two Visions.  Scritto insieme a N. Thomas Wright, 1999, ISBN 0-06-060875-7.
  - Traduzione italiana: Borg Markus; Wright Nicholas T., Quale Gesù? Due letture, Claudiana, 2007.
- Will the Real Jesus Please Stand Up?: A Debate Between William Lane Craig and John Dominic Crossan, 1998 (Marcus Borg, Respondent)
- Conflict, Holiness and Politics in the Teachings of Jesus, edizione rivista, 1998 (pubblicato originariamente nel 1984)
- Jesus and Buddha: The Parallel Sayings, ed., 1997
- The God We Never Knew, 1997
- The Lost Gospel Q, ed., 1996
- Jesus at 2000, ed., 1996
- The Search for Jesus: Modern Scholarship Looks at the Gospels, scritto insieme a John Dominic Crossan e Stephen Patterson, curato da Hershel Shanks, 1994
- Jesus in Contemporary Scholarship, 1994
- Meeting Jesus Again for the First Time, 1994, ISBN 0-06-060917-6
- Jesus: A New Vision, 1987
- The Year of Luke, 1976
- Conflict and Social Change, 1971